# Ringwallanlage Daubhaus

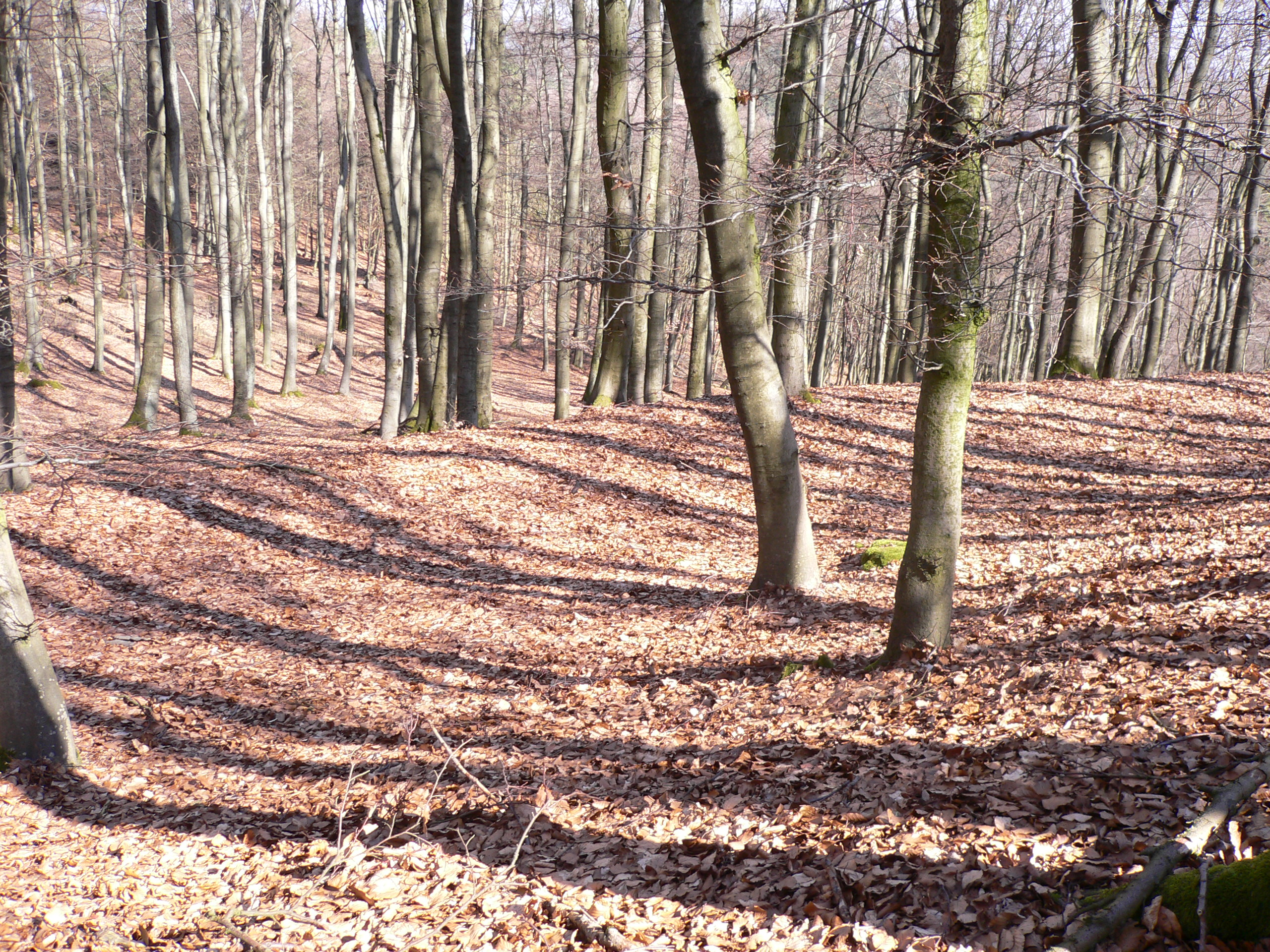
Nordseite des äußeren Walls der Anlage

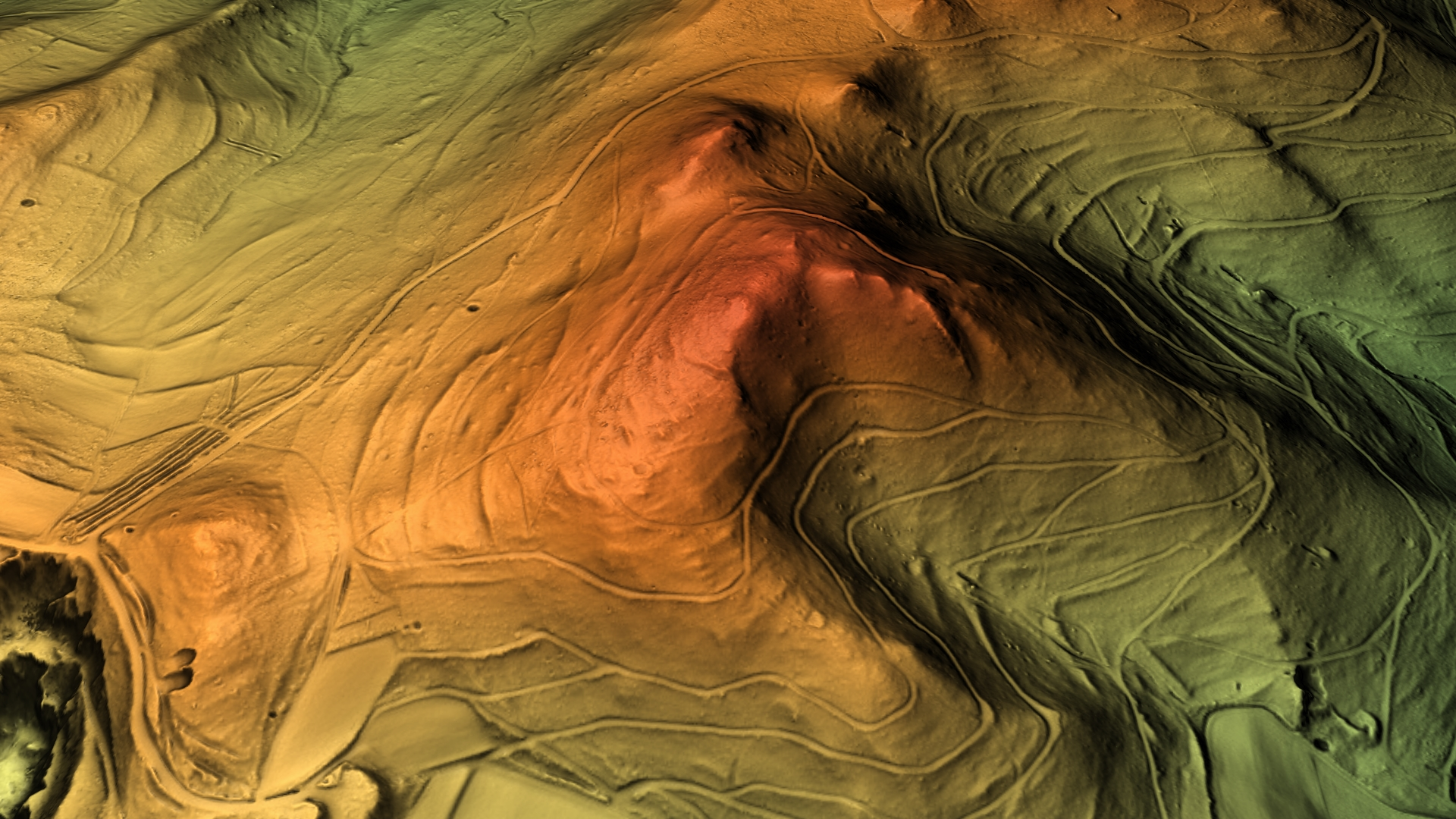
Digitales Reliefbild des Daubhaus

Die Ringwallanlage Daubhaus  ist eine vorgeschichtliche inzwischen stark verschliffene Ringwallanlage, vermutlich aus der Späthallstatt- bis Frühlatènezeit auf dem Daubhaus beim Gladenbacher Stadtteil Rachelshausen. 

## Beschreibung
Die 551,8 m hohe Bergkuppe ist von einem streckenweise an der Süd-, West- und Nord-Flanke noch deutlich erkennbaren, rund 750 m langen Wall umschlossen, der an der Westseite als ein Doppelwall interpretiert werden kann. Im Südosten ist er stark verschliffen, weiter nach Osten auslaufend; hier war die Anlage durch die steilere Bergflanke natürlich geschützt. Der zangenartige Zugang liegt im Norden. Die Anlage hat eine Wallausdehnung von 270 m in Südwest-Nordost-Richtung und etwa 100 m in Südost-Nordwest-Richtung. Die Wallanlage nimmt eine Fläche von etwa 2,4 ha ein.
Mindestens drei Terrassenanlagen mit langen Ackerrainen zeigen sich am flacheren Auslauf der Westseite. Auf der südwestlichen Seite der Bergkuppe befinden sich zahlreiche Podien, die auf eine ehemals dauerhafte Besiedlung hindeuten. Mit den Podien im Westen und Südwesten ergibt sich eine Besiedlungsfläche von etwa 7,5 ha.
Die etwa 850 m nördlich gelegene Ringwallanlage auf dem Ringwallanlage auf dem Hünstein wird dem gleichen Zeithorizont zugeordnet.